# Limnophora lindneri
Limnophora lindneri är en tvåvingeart som beskrevs av Paterson 1956. Limnophora lindneri ingår i släktet Limnophora och familjen husflugor.
Artens utbredningsområde är Tanzania. Inga underarter finns listade i Catalogue of Life.